# Edward William Barton-Wright
Edward William Barton-Wright (1860 - 1951) était un des premiers pratiquant du Jujitsu et de Judo en Europe. Il créa son propre art martial : le bartitsu (voir en:bartitsu).

## Biographie
Il est né en Inde en 1860, il vécut ensuite en Allemagne et en France. Ingénieur au Japon dans les années 1890, il est initié au jujutsu et au judo de Jigoro Kano. C'est à Londres en 1899 qu'il ouvre son académie de self-defense où il enseigne le Bartitsu, un art martial de son invention à base de boxe anglaise et française, de lutte, de jujutsu et de judo. Il fera venir les premiers experts de judo en Europe pour enseigner dans sa salle, ainsi que Pierre Vigny, un spécialiste français de la canne. Edward William Barton-Wright est mort en 1951.

## Source
- The Ecclectic Art of Bartitsu," Journal of Asian Martial Arts, 8:2 (1999)